# Episodi di Suits (quinta stagione)
La quinta stagione della serie televisiva Suits, composta da 16 episodi, è stata trasmessa in prima visione assoluta negli Stati Uniti d'America dal canale via cavo USA Network dal 24 giugno 2015.
In Italia la stagione è stata trasmessa a partire dal 1º febbraio 2016 sul canale a pagamento Premium Stories, mentre dall'8 febbraio 2017 è andata in onda in chiaro su Top Crime.
| nº | Titolo originale  | Titolo italiano        | Prima TV USA     | Prima TV Italia  |
| -- | ----------------- | ---------------------- | ---------------- | ---------------- |
| 1  | Denial            | Negazione              | 24 giugno 2015   | 1º febbraio 2016 |
| 2  | Compensation      | Compensazione          | 1º luglio 2015   | 1º febbraio 2016 |
| 3  | No Refills        | Non si concedono bis   | 8 luglio 2015    | 8 febbraio 2016  |
| 4  | No Puedo Hacerlo  | Non posso farlo        | 15 luglio 2015   | 8 febbraio 2016  |
| 5  | Toe to Toe        | In punta di piedi      | 22 luglio 2015   | 15 febbraio 2016 |
| 6  | Privilege         | Privilegio             | 29 luglio 2015   | 22 febbraio 2016 |
| 7  | Hitting Home      | Colpire nel segno      | 5 agosto 2015    | 29 febbraio 2016 |
| 8  | Mea Culpa         | Colpa mia              | 12 agosto 2015   | 7 marzo 2016     |
| 9  | Uninvited Guests  | Ospiti indesiderati    | 19 agosto 2015   | 14 marzo 2016    |
| 10 | Faith             | Fede                   | 26 agosto 2015   | 21 marzo 2016    |
| 11 | Blowback          | La soffiata            | 27 gennaio 2016  | 28 marzo 2016    |
| 12 | Live to Fight...  | Vivere per combattere  | 3 febbraio 2016  | 4 aprile 2016    |
| 13 | God's Green Earth | Verde terra di Dio     | 10 febbraio 2016 | 11 aprile 2016   |
| 14 | Self Defense      | Difesa personale       | 17 febbraio 2016 | 18 aprile 2016   |
| 15 | Tick Tock         | Tic Toc                | 24 febbraio 2016 | 25 aprile 2016   |
| 16 | 25th Hour         | La venticinquesima ora | 2 marzo 2016     | 2 maggio 2016    |

## Negazione
- Titolo originale: Denial
- Diretto da: Anton Cropper
- Scritto da: Aaron Korsh

### Trama
Sei settimane dopo che Donna l'ha lasciato, Harvey sta vedendo una psicologa, la dott.ssa Agard, per curare gli attacchi di panico che l'abbandono della sua segretaria ha causato. Nonostante i continui tentativi della dottoressa, Harvey si rifiuta di accettare il fatto che Donna potrebbe non tornare mai più da lui e chiede al suo medico di prescrivergli dei farmaci per dormire. In un flashback, il giorno dopo gli eventi del finale della quarta stagione, Harvey finge che la sua conversazione con Donna non sia mai avvenuta, ma lei gli ricorda che sta davvero andando a lavorare per Louis presentando la sua lettera di dimissioni con due settimane di preavviso.
Dal canto suo, Louis cerca di scoraggiarla a prendere una decisione simile, temendo che Harvey se la riprenderà come ha fatto con Mike quando stava per diventare l'associato di Louis. I sospetti dell'avvocato si fanno ancora più forti quando trova nella scrivania di Donna una lista di candidate segretarie destinate a lui, ma lei riesce a rassicurarlo spiegandogli che ha tenuto quella vecchia lista per darla a Harvey.
Nel frattempo, Harvey si rifiuta di assumere una nuova segretaria e Rachel si offre volontaria di aiutarlo riempiendo temporaneamente il posto di Donna. Quando Rachel commette un errore che quasi manda a monte il caso di bancarotta a cui sta lavorando Harvey, Mike gli fa presente che Rachel non è la sua segretaria e non può prendersela con lei per un errore simile. Intanto Mike e Rachel, che avevano deciso di mantenere segreto il loro fidanzamento, non riescono a trattenersi e si confidano rispettivamente con Harvey e Donna. Dopo che anche Jessica mette in dubbio la certezza che Donna possa tornare da lui, Harvey si decide a chiedere alla sua ex segretaria la lista di candidate per assumerne una nuova. Sull'orlo di un nuovo attacco di panico, Harvey decide di non prendere i farmaci che la sua psicologa gli aveva dato.

## Compensazione
- Titolo originale: Compensation
- Diretto da: Michael Smith
- Scritto da: Rick Muirragui

### Trama
Preoccupato per il matrimonio della figlia, Robert Zane presenta a Rachel un contratto prematrimoniale per farlo firmare a Mike. La ragazza, stufa del fatto che il padre cerchi sempre di controllarla, si rifiuta di prendere in considerazione la sua richiesta. Mike, trovato per caso il contratto, si confronta con Rachel e quando la ragazza gli confida che suo padre è preoccupato perché non conosce la persona che sta per sposare, Mike decide di firmare il contratto prematrimoniale e di mostrare a Robert il caso che ha appena accettato: una causa in cui 200 querelanti senza soldi stanno attaccando un'enorme compagnia di assicurazioni. Jessica, però, non è convinta che sia un caso vincente e dopo aver detto a Mike che non ha intenzione di finanziare la causa, intima al ragazzo di mollare il caso. Harvey, nel frattempo, ha assunto una nuova segretaria totalmente diversa da Donna, ma che ha moltissima esperienza alle spalle.
Quando il nuovo capo del dipartimento remunerazioni dello studio, Jack Soloff, presenta un nuovo sistema per distribuire i salari, Harvey si oppone fermamente perché andrebbe a suo svantaggio. Louis, dopo aver rinfacciato a Harvey di essere geloso di lui e Donna, e avergli assicurato che da ora in poi pagherà lui lo stipendio spropositato della donna, decide di appoggiare l'idea di Jack perché non vuole sostenere una spesa simile, né tanto meno rivelarle che Harvey finanziava di tasca propria il suo stipendio fin dal giorno in cui l'ha assunta. Nonostante i tentativi di Jessica per fargli fare pace, Louis sorpassa il limite mostrando a tutti quanti nello studio l'immensa cifra che guadagna Harvey, cosa che permette a Jack di indurre un voto per far approvare il suo nuovo sistema remunerazioni. Non riuscendo a fermare la votazione, Harvey chiede l'aiuto di Donna per incastrare Louis, ma lei rifiuta perché altrimenti il suo nuovo capo finirebbe nei guai. Quando i due si scontrano di nuovo, Harvey avverte Louis che prima o poi si riprenderà Donna. Infine, Mike propone a Zane di lavorare insieme sul caso e farlo finanziare al suo studio.

## Non si concedono bis
- Titolo originale: No Refills
- Diretto da: Anton Cropper
- Scritto da: Chris Downey

### Trama
Non volendo affrontare l'ennesima lotta di potere all'interno dello studio, Jessica intima a Harvey di far pace con Louis e seppellire l'ascia di guerra con Jack Soloff. Quando Jack rifiuta l'offerta di pace di Harvey, l'avvocato mette a punto un piano con la sua nuova segretaria Gretchen per rubargli clienti, piano che implica il cameo di Charles Barkley. Per fargliela pagare, Soloff ricatta Louis obbligandolo ad aiutarlo ad aggirare il regolamento per far approvare un nuovo provvedimento. Quando Donna affronta Louis sull'argomento, l'avvocato giura che non asseconderà Soloff e rivela a Donna ciò che gli ha detto Harvey a proposito di lei che prima o poi lo lascerà. Arrabbiata, Donna rinfaccia a Harvey che se mai dovesse lasciare Louis, non è detto che tornerà a lavorare per lui. Nel frattempo, Mike inizia a lavorare al nuovo caso insieme a Robert Zane e, sebbene le raccomandazioni di Jessica di trattare Mike come suo socio paritario, Zane continua a sottovalutare Mike facendogli capire più di una volta chi comanda. Senza farsi scoraggiare, Mike trova una soluzione al caso guadagnandosi il rispetto di Robert. Quando Harvey scopre che il suo ex-associato lavora a un caso con Zane e che nessuno ha chiesto la sua opinione, se la prende con Jessica accusandola di aver agito alle sue spalle. Jessica fa presente a Harvey che è stato Mike ad accettare il caso senza neanche consultarli, e rinfaccia a Harvey che dopo la storia con Donna, ha solo paura che Zane gli porti via anche Mike.
Accusato il colpo, Harvey si fa prendere dal panico e si sente male in ufficio. Prima che Mike possa chiamare un'ambulanza, Harvey riprende il controllo di sé e rivela al ragazzo che sta avendo attacchi di panico. Mike, preoccupato per il suo amico, lo aiuta a fermare Jack. Harvey minaccia Louis di distruggerlo se mai prenderà di nuovo le parti di Jack Soloff.

## Non posso farlo
- Titolo originale: No Puedo Hacerlo
- Diretto da: Silver Tree
- Scritto da: Genevieve Sparling

### Trama
La sorella di Louis, Esther, si reca allo studio per un consulto legale, sostenendo di non voler l'aiuto di suo fratello, bensì quello di Harvey. Louis chiede quindi a Harvey di occuparsi del caso come favore personale, facendogli promettere che non sarebbe andato a letto con Esther. Quando lei e Harvey si incontrano, però, scoprono di essersi già conosciuti quella mattina per caso quando si sono messi a flirtare uno con l'altra. Esther, che è proprietaria di una compagnia multimilionaria, chiede l'aiuto di Harvey per impedire a suo marito, al quale ha chiesto il divorzio dopo che lui l'ha tradita, di prendersi una percentuale dell'azienda come i due avevano concordato precedentemente. Nel frattempo, il caso di Mike e Robert Zane procede, ma quando Zane trova un accordo con la compagnia di assicurazione, Mike è in disaccordo con lui perché pensa che la cifra accordata sia troppo bassa per i suoi clienti. Dopo un incontro con Katrina, Mike comincia a sospettare che Zane abbia un conflitto d'interessi quando trova un collegamento tra la compagnia di assicurazioni e un'altra azienda cliente dello studio Rand Kaldor & Zane. Quando Mike confida a Jessica i suoi dubbi, Rachel sente per caso la conversazione e si arrabbia sostenendo che suo padre non è un avvocato corrotto.
Nonostante la promessa di Harvey, Louis è sempre più preoccupato che Harvey possa cercare di fregare Esther per vendicarsi per la storia di Jack Soloff. Dopo essere stato tranquillizzato da Donna, Louis affronta anche Harvey, il quale gli assicura che se volesse fargliela pagare se la prenderebbe con lui e non con sua sorella. Durante il caso, Harvey ha modo di ascoltare anche la versione dei fatti del marito di Esther, il quale rinfaccia alla moglie di essersi preso cura della famiglia e aver messo sempre lei per prima rinunciando alla carriera. Harvey, rivedendo il suo rapporto con Donna nel discorso dell'uomo, la ringrazia per i dodici anni che lei gli ha dedicato. Infine, Harvey rompe la promessa fatta a Louis, facendo firmare un contratto di fine impiego a Esther per poterla accompagnare a casa senza avere conflitti.

## In punta di piedi
- Titolo originale: Toe to Toe
- Diretto da: Kevin Bray
- Scritto da: Nora Zuckerman e Lilla Zuckerman

### Trama
Quando Harvey ha un sogno che raffigura Donna e Travis Tanner nudi nel suo letto, la dottoressa Agard cerca di trovare una possibile spiegazione durante le loro sedute, ma Harvey si rifiuta di dirle la vera identità della donna. Harvey e Mike devono affrontare Tanner in un caso legale, il quale afferma di essere un uomo cambiato e di voler solo fare del bene. Malgrado le sue parole, i fatti dimostrano il contrario quando Harvey si rifiuta di accordarsi ripetutamente sul caso e Tanner gli rinfaccia che Donna l'ha lasciato come sua madre fece anni prima. Harvey si arrabbia e prende a pugni Tanner, aumentando la preoccupazione di Mike sul suo stato d'animo instabile. Dopo essersi incontrato da solo con Tanner, Mike decide di credere alla sua storia dell'essere cambiato e lo convince a passare il caso a Katrina, in modo da trovare un accordo con Harvey che continuava da solo per via di Tanner. Intanto, Jessica incarica Louis di sistemare le cose con Harvey e lui progetta di annullare la riforma portata da Jack Soloff, inventandosi una messinscena per poterlo fregare. Quando il suo piano gli si ritorce contro, Jessica si arrabbia con Louis per averle mentito e per aver, ancora una volta, cercato un rimedio non proprio legittimo. La donna decide comunque di spalleggiare Louis, obbligando Soloff a ritirare la sua riforma sotto minaccia di licenziamento. Quando finalmente Harvey ammette che la donna nel suo sogno era davvero Donna, la dottoressa Agard suggerisce che quella donna fosse in realtà la madre di Harvey.

## Privilegio
- Titolo originale: Privilege
- Diretto da: Michael Smith
- Scritto da: Kyle Long

### Trama
Quando Dominic Barone, l'amministratore delegato della McKernon Motors, il vecchio cliente di Harvey che ha passato a Louis e Mike, si presenta in ufficio con una proposta per comprare una nuova azienda e incorporarla alla sua, Louis e Mike devono riuscire a collaborare insieme per soddisfare il cliente. Louis, però, sospetta che nell'accordo ci sia qualcosa di sospetto e, insieme a Mike, progetta alle spalle di Barone di fare un altro accordo con un'azienda diversa, che è però cliente di Jack Soloff. Sebbene inizialmente Soloff sembri disposto a collaborare, in realtà fa saltare l'accordo per vendicarsi di quello che Louis gli ha fatto. Quando Barone lo scopre, licenzia entrambi come suoi avvocati, provocando l'ira di Jessica perché Louis e Mike gliel'hanno tenuto nascosto.
Nel frattempo, Harvey e Rachel devono cercare di tenere fuori di prigione un altro cliente, ma le cose si complicano quando la dottoressa Paula Agard viene chiamata a testimoniare come perito contro il suo stesso paziente. Harvey intima alla Agard di mentire per non far finire in prigione il suo cliente, innocente, ma lei non se la sente e Harvey deve quindi screditarla di fronte a tutti, rinfacciandole un fatto personale che lei gli aveva raccontato durante le loro sedute. Harvey ha comunque bisogno del suo aiuto per risolvere il caso e le chiede scusa, raccontandole l'origine dei problemi con sua madre per farsi perdonare. Mentre Donna cerca di organizzare il matrimonio dei sogni di Rachel, Jessica si ritrova costretta ad affrontare di nuovo Jack Soloff per salvare Louis e tenersi la McKernon Motors come cliente. Jessica lancia quindi un ultimatum a Soloff: o collabora con lei e con lo studio, oppure se ne torna da Daniel Hardman.

## Colpire nel segno
- Titolo originale: Hitting Home
- Diretto da: Roger Kumble
- Scritto da: Sharyn Rothstein

### Trama
Soloff cerca di sistemare le cose con Jessica proponendo a Mike di lavorare con lui a un caso, ma il ragazzo rifiuta perché non vuole avere a che fare con lui dopo quello che è successo con la McKernon Motors. Jessica, tuttavia, obbliga Mike ad accettare l'offerta di pace, il quale si ritrova quindi a confrontarsi con Soloff sui loro problemi di fiducia. Nonostante i continui sospetti di Mike, i due riescono ad andare d'accordo e Jack rimane così colpito dal talento di Mike da nominarlo socio junior. Jessica però, preoccupata che ciò possa attirare l'attenzione su Mike e il suo segreto, ordina al ragazzo di rifiutare la promozione.
Esther Litt, la sorella di Louis, chiede di nuovo l'aiuto di Harvey per risolvere un problema con la sua azienda, ma l'avvocato rifiuta spingendola a chiedere l'aiuto di suo fratello. Esther si rivolge quindi a Louis, ma i due hanno diverbi su come portare avanti il caso. Durante una cena con Harvey, Donna gli rivela che sa quello che è successo tra lui e Esther e lo sprona a dire la verità a Louis prima che sia troppo tardi e lo scopra da solo. Louis, infatti, è sospettoso e fa domande a Donna circa Harvey ed Esther, la quale decide di mentire per coprire il suo ex capo. Durante le sedute di terapia, Harvey racconta alla dottoressa Agard di quando da bambino aveva beccato sua madre a tradire il marito con un altro uomo. La psichiatra fa notare che Harvey sta facendo la stessa identica cosa, nascondendo la verità a Louis e rischiando di ferire delle persone a cui tiene. Quando Esther chiede a Harvey di continuare a frequentarsi, lui, riscosso dalle parole della Agard, rifiuta perché non vuole fare le cose alle spalle di Louis. Harvey decide quindi di rivelare tutto a Louis, ma quest'ultimo, che nel frattempo è riuscito a estorcere a Donna la verità, affronta Harvey accusandolo di essere un bugiardo traditore e rinfacciandogli i problemi del suo passato. Harvey, infuriato, tira un pugno a Louis e lo manda a sbattere contro il tavolino di vetro, che si infrange. Fermati da Jessica, Harvey lascia l'ufficio mentre Louis rimane a terra dolorante.

## Colpa mia
- Titolo originale: Mea Culpa
- Diretto da: Kate Dennis
- Scritto da: Daniel Arkin

### Trama
Louis, furioso dopo la lite con Harvey, decide di fargli causa per percosse e aggressione, ma viene convinto da Jessica a lasciar perdere, la quale ha anche obbligato Harvey a prendersi due settimane di vacanza per stare lontano da Louis e dall'ufficio. Mike, intanto, non riesce a trovare una scusa plausibile con cui rifiutare la promozione a socio junior proposta da Jack Soloff. Quando Jessica affronta quest'ultimo chiedendo il motivo per cui non è stata consultata, Soloff comincia a chiedersi se c'è una ragione per cui Mike non dovrebbe essere promosso. Per evitare ulteriori sospetti, Jessica decide di dare a Mike la promozione affidandogli il suo primo caso in qualità di socio junior.
Quando sta per incontrare il legale della controparte, Mike si accorge che l'avvocato in questione è Claire, una sua ex ragazza, che è a conoscenza del fatto che lui non ha mai studiato legge. Preso dal panico, Mike lascia l'incontro nelle mani di Rachel per impedire che Claire lo veda e lo riconosca. Confidatosi con Jessica, decidono di far gestire le riunioni a Rachel mentre Mike lavora al caso nell'ombra. Intanto Harvey, seguendo il consiglio della dottoressa Agard, si scusa con Louis confidandogli di avere attacchi di panico e di essere in cura da una psichiatra. Louis accetta le sue scuse e i due sembrano far pace. In realtà, Louis è convinto che Harvey si sia inventato tutto solo per fregarlo e, per fargliela pagare, chiede a una riunione dei soci che Harvey venga sospeso per tre mesi.
Jack Soloff accorre in soccorso di Harvey proponendo una votazione per decidere le sorti della sospensione, avvertendo poi Harvey che perderà la votazione se non si dimostra più umile nei confronti di tutto lo studio. Louis, però, che ha intenzione di giocare sporco alla votazione, registra una conversazione tra lui e Harvey sugli attacchi di panico di quest'ultimo e pianifica di farla sentire a tutti i soci per screditare Harvey. Donna, scoperto quello che Louis ha intenzione di fare, minaccia di licenziarsi se fa una cosa del genere. Quando Louis capisce che Harvey sta davvero vedendo una terapista, chiede a Jessica di annullare il voto, ma ormai è troppo tardi. Nel frattempo, Daniel Hardman continua a ricattare Soloff con dei misteriosi fascicoli in suo possesso, minacciando di renderli pubblici se non lo aiuterà. Infine, Claire capisce che Mike è la stessa persona che conosceva lei e che è un truffatore. Rachel non riesce più a mentire e le confessa la verità, supplicandola di mantenere il segreto. Poco dopo si confronta con Mike dicendogli che tutto è andato secondo i piani. Mike però, intuendo che non è cosi incontra personalmente Claire, che gli suggerisce di annullare il matrimonio e lasciare Rachel se la ama davvero.

## Ospiti indesiderati
- Titolo originale: Uninvited Guests
- Diretto da: Silver Tree
- Scritto da: Chris Downey

### Trama
La votazione per la sospensione di Harvey va a favore di quest'ultimo, ma Jack Soloff approfitta dell'occasione per informare i soci che Daniel Hardman vuole condividere con loro il suo nuovo cliente miliardario, a patto che venga reintegrato nello studio. Harvey e Jessica rifiutano categoricamente di avere a che fare con Hardman, e quest'ultimo minaccia perciò di fargli guerra rubandogli i clienti. Mike capisce che il primo cliente che Hardman vuole attaccare è la McKernon Motors, e mette a punto un piano per impedirglielo che prevede un finanziamento da parte di Tony Gianopolous e Jonathan Sidwell. Harvey e Mike sfruttano la rivalità tra i due per convincere entrambi a finanziare il loro cliente, ma Hardman alza il prezzo facendo capire di avere un finanziatore pieno di risorse.
Nel frattempo, Louis intuisce che Hardman sta ricattando Soloff e cerca di aiutarlo invitandolo a confidarsi con lui. Soloff, però, si rifiuta di ammettere che Hardman sappia qualcosa di compromettente su di lui, rivelando invece che, in cambio del suo aiuto, Hardman lo farà socio titolare. Louis propone a Jessica di mettere il nome di Jack sull'insegna in cambio delle informazioni su Hardman, ma Jessica convoca Soloff per dirgli che non lo farà mai, invitandolo anche a consegnare le sue dimissioni. Intanto Rachel sta organizzando il suo matrimonio con sua madre, ma la donna ha dei progetti troppo grandi che rischierebbero di rivelare il segreto di Mike.
Rachel cerca di convincere la madre a fare un matrimonio più intimo, ma così facendo porta la donna a sospettare che Mike c'entri qualcosa. Harvey capisce che il finanziatore di Hardman è Charles Forstman e, quando lo affronta per invitarlo a ritirarsi, Forstman ribatte che lo farà solo se Harvey si dimetterà dallo studio. Mike decide di telefonare a Trevor per invitarlo al suo matrimonio, ma quando i due si incontrano, Trevor rifiuta l'invito e gli dice che lui ha dato una svolta alla sua vita. Dopo avergli confidato di aver parlato con una persona che entrambi conoscono, Trevor invita Mike a voltare pagina e smettere di fingersi un avvocato.

## Fede
- Titolo originale: Faith
- Diretto da: Anton Cropper
- Scritto da: Genevieve Sparling

### Trama
Mentre Harvey chiede appuntamento alla sua psichiatra per aiutarlo a decidere se debba dimettersi o meno, Mike fa visita a un prete che conosceva in passato e gli chiede consiglio su cosa debba fare. In contemporanea, nel flashback, riviviamo il momento in cui Harvey decide di dire a suo padre dei tradimenti della moglie, fatto che gli causa sensi di colpa per aver distrutto la sua famiglia. Allo stesso tempo, scopriamo l'origine del rapporto tra Mike e Padre Walker, uno degli insegnanti di Mike a scuola. Dopo la morte dei genitori, Mike si trova in un periodo adolescenziale ribelle, e la nonna e il prete lo aiutano ad affrontare la realtà.
Tornati al presente, Jack Soloff ha indetto una votazione per rimuovere Jessica come socio dirigente. Per batterlo, Jessica cerca di ottenere l'appoggio di tutti i soci, mentre Louis minaccia Hardman per farsi dire il segreto di Soloff, con cui Hardman lo sta ricattando. Hardman, in risposta, minaccia di distruggere l'azienda di Esther se Louis non voterà contro Jessica alla votazione. Trovandosi con le mani legate, Louis confida a Jessica che non può scegliere lei perché deve salvare sua sorella. Arrivato il momento di votare, Harvey rivela ai soci che Hardman e Soloff erano in combutta con Forstman, il quale ha acconsentito a non finanziarli più.
Dopo il discorso di Harvey su quanto Jessica tenga a tutti i suoi colleghi e allo studio, Louis e il resto dei soci, a eccezione di Jack Soloff, votano all'unanimità per conservare Jessica come socio dirigente.
Intanto, Mike ha preso una decisione e consegna a Harvey la sua lettera di dimissioni, ringraziandolo per aver realizzato il suo sogno. Harvey rivela a Jessica che è riuscito a far retrocedere Forstman solo con le sue dimissioni dallo studio, che Jessica si rifiuta di accettare. Quando Mike dice a Rachel di aver lasciato il lavoro perché non vuole mettere a rischio la loro futura famiglia, due uomini si presentano allo studio e arrestano Mike per frode.

## La soffiata
- Titolo originale: Blowback
- Diretto da: Cherie Nowlan
- Scritto da: Nora Zuckerman e Lilla Zuckerman

### Trama
Mike viene arrestato per frode, a seguire il caso per conto della procura sarà Anita Gibbs. La voce si sparge velocemente e ovviamente Harvey vorrebbe rappresentare il suo amico, ma Jessica non vuole per paura che lo studio si comprometta con questa cosa, inoltre adesso le dimissioni di Harvey non dovranno diventare di dominio pubblico altrimenti la Gibbs penserebbe che lui si è dimesso per coprirsi le spalle comprovando la sua complicità con Mike.
Rachel chiede a suo padre di difendere Mike e Robert, nonostante sia enormemente deluso, decide di aiutare Mike, che rischia più di 60 anni di galera. Robert gli consiglia di far ricadere tutta la colpa su Harvey dato che è palese che la Gibbs vuole incriminare lui e non Mike, ma quest'ultimo non intende addossare la colpa al suo amico, quindi Robert decide di abbandonare Mike, ragion per cui Harvey diventa formalmente l'avvocato difensore di Mike.
La Gibbs non intende concedere la cauzione a Mike, quindi Harvey le dà la lettera di dimissioni dallo studio legale di Mike, ma la Gibbs decide di usarla per accusare anche Harvey di complicità non permettendogli di difendere il suo amico, ma Mike rivela al giudice che la procuratrice ha violato i suoi diritti civili quando lo ha arrestato, quindi il giudice nega la richiesta della Gibbs di non concedere la cauzione, e Mike viene liberato su cauzione.
Jack, che ha capito che Jessica fosse a conoscenza del segreto di Mike e per questo non gli voleva dare la carica di socio junior, vuole chiedere un altro voto di sfiducia contro Jessica sapendo che questa volta potrebbe vincere, dato che tutti sono contro di lei, poiché Mike, il protetto del braccio destro di Jessica, si è rivelato un impostore, ma il Regolamento prevede che decorrano almeno 15 giorni dalla precedente richiesta di dimissioni. Harvey fa presente a Mike che la Gibbs non può provare che lui non è un avvocato dato che è nei database di Harvard, con tanto di esami documentati, ma prima è necessario capire chi è la persona che ha fatto la soffiata alla procura, inoltre Charles Forstman non dovrà sapere che Harvey, pur avendo dato le dimissioni, lavora ancora allo studio altrimenti si accanirebbe ancora contro i loro clienti. Robert chiede a Jessica di licenziare Rachel, ma lei non può, perché licenziare la fidanzata di Mike farebbe aumentare i sospetti della procura. Robert allora avverte Jessica dicendole che il suo studio cadrà a pezzi e che lui si godrà lo spettacolo.
Louis suggerisce un piano a Jessica per evitare che Jack si prenda lo studio: lei dovrebbe cedere a Louis il suo posto come socio nominativo dato che nessuno lo ritiene affiliato a Mike, e Jack quindi non avrà alleati. Jessica però lo accusa di volere il suo posto e di approfittarsi della situazione, invitandolo a trovare un'altra soluzione, ma in realtà le intenzioni di Louis erano delle migliori. Harvey va da Scottie per chiederle se è stata lei a denunciare Mike, ma la donna si professa innocente; invece Mike va da Trevor, ma lui gli dice che ha rivelato il suo segreto soltanto a Padre Walker.
Louis chiede a Donna di stare lontana da Mike e Harvey per non avere problemi, ma lei non intende abbandonarli, quindi Loius la licenzia per permetterle di concentrarsi solo su Harvey. Mike va da Jack e gli intima di non dire a Forstman che Harvey sta lavorando allo studio e anche di smetterla di mettersi contro Jessica, altrimenti dirà alla Gibbs che era lui il suo complice, idea che verrebbe rafforzata dal fatto che è stato proprio Jack a proporre la nomina di Mike a socio junior, dando l'impressione che lo volesse come alleato. Jessica si scusa con Louis per aver dubitato della sua buona fede. Mike fa presente a Rachel che potrebbe finire in prigione, ma lei gli dice che, anche se ciò potrebbe avvenire, un giorno Mike sarà libero e allora la loro relazione non avrà più ostacoli.

## Vivere per combattere
- Titolo originale: Live to Fight...
- Diretto da: Rob Seidenglanz
- Scritto da: Sharyn Rothstein

### Trama
In un flashback si vede Donna ancora ragazzina che viene informata da suo padre che dovranno abbandonare la loro grande casa e trasferirsi in un piccolo appartamento in Connecticut dove lo zio di Donna darà un lavoro a suo padre, dato che lui ha perso tutti i loro soldi con un pessimo investimento. La Gibbs richiede un mandato per esaminare ogni caso della Pearson-Specter-Litt nella speranza di trovare qualcosa di compromettente e usarlo contro Mike e Harvey, ma quest'ultimo richiede un'istanza di annullamento dato che la procuratrice non ha elementi per richiedere il mandato, però la Gibbs fa vedere al giudice l'e-mail anonima che l'ha informata della frode di Mike, mandata da un indirizzo di Harvard. Inizialmente Mike e Harvey danno per scontato che sia stato il professor Gerard a mandarla, ma Louis leggendola capisce che è stata la sua ex, Sheila, a mandarla dato che si occupa delle ammissioni all'università.
Louis va da lei la quale conferma le sue accuse: avendo letto della nomina a socio junior di Mike in un articolo di giornale, e non ricordandosi di Mike, aveva compreso che era un truffatore. Louis cerca di convincerla a ritrattare la sua testimonianza, ma lei non ha intenzione di farlo e dopo questa conversazione afferma che lei e Louis non sono fatti l'una per l'altro come aveva sempre creduto.
Con un altro flashback Donna riceve un'offerta da suo padre per convincere Harvey a investire su un progetto immobiliare, anche se Donna fin da subito aveva compreso che c'era qualcosa di poco legale nell'affare, infatti per ottenere un prestito della banca gonfiò le sue credenziali. La Gibbs decide di prendere Donna come bersaglio costruendo un caso su suo padre per quell'affare immobiliare, intanto Jessica chiede al suo ex Jeff Malone di rappresentarla, inoltre lei e Mike dovranno distruggere tutte le documentazioni dello studio dove veniva rivelato il coinvolgimento di Jessica nella frode di Mike; Jeff ha capito che è stato attraverso il segreto di Mike che Louis aveva ottenuto la nomina a socio titolare, comunque Jessica gli confessa che la sera in cui lui la lasciò voleva rivelarglielo.
Con un altro flashback Donna chiede a Harvey di investire nel progetto di suo padre, ma lui rifiutò categoricamente capendo che era un pessimo investimento, Donna quindi decide di investire il suo fondo pensionistico, Harvey dunque accusò la sua segretaria di mettere sempre suo padre su un piedistallo. Mike chiede a Gerard di scrivere una lettera di testimonianza in cui attestava che Mike era un suo studente, Mike e Harvey portano la lettera in tribunale, Harvey fa presente alla Gibbs che Gerard è da anni un docente rispettato e che la sua testimonianza a favore di Mike farebbe perdere il caso alla Gibbs, quindi raggiungono un compromesso con lei: loro non useranno la lettera di Gerard come prova, ma lei dovrà far cadere ogni accusa contro il padre di Donna.
La Gibbs accetta, inoltre il giudice non le dà il consenso di esaminare i casi dello studio legale. L'ex segretaria di Harvey, Gretchen, viene trasferita da Louis andando da subito d'accordo con lui, ma rivelandogli di essere stata lei a far pubblicare l'articolo sulla promozione di Mike, inoltre dice che ha capito che, nello studio, tanti sapevano che Mike era un truffatore, ma non dirà niente a nessuno. Con un altro flashback Harvey va dal padre di Donna intimandogli di non prendere i soldi di sua figlia altrimenti userà la sua influenza per far sì che il prestito non gli venga concesso dalla banca. Jeff consegna a Mike la documentazione da distruggere, dicendogli che è per colpa sua se lui e Jessica non stanno insieme, poi Jeff dice a Jessica che non sarà il suo avvocato ma che forse c'è una possibilità che loro due tornino insieme. La Gibbs va da Harvey informandolo che il giudice, dopo che Sheila ha deciso di farsi avanti, ha cambiato idea e l'ha autorizzata a prendere visione di tutti i casi dello studio.

## Verde terra di Dio
- Titolo originale: God's Green Earth
- Diretto da: Anton Cropper
- Scritto da: Genevieve Sparling e Sandra Silverstein

### Trama
Un articolo di giornale parla del caso di Mike screditando la Pearson-Specter-Litt, Jessica chiede aiuto a Harvey, ma lui ormai non è più molto interessato alle sorti dello studio, infatti pensa solo al caso di Mike. La Gibbs parla con Rachel cercando di convincerla a spingere Mike a scaricare tutta la colpa su Harvey, facendole presente che come tutti gli avvocati iscritti, pure lei finirà davanti a una commissione e fare spergiuro la farà apparire sotto una pessima luce, inoltre offre a Mike la possibilità di laurearsi in legge alla Columbia. Ma Rachel rifiuta dato che ha capito che stava mentendo.
Intanto diversi laureandi di Harvard rifiutano di farsi assumere allo studio data la pessima reputazione che si sta facendo, Louis crede che sia opera di Sheila ma lei gli dice che sono proprio gli studenti che non desiderano più farsi assumere da loro. Jack propone a Jessica di puntare sul pro bono per rimettere in piedi lo studio, ma Jessica pensa che ciò li farebbe apparire deboli quindi invita Jack a soffiare altri avvocati che lavorano in altri studi assumendoli, ma nemmeno questa tattica funziona, ormai nessuno vuole più lavorare per Pearson-Specter-Litt.
Il preside della facoltà della Columbia parla con Rachel a proposito degli alti punteggi che ha raggiunto nei test e crede che forse è stato Mike a farli al suo posto dato che si vocifera che dietro pagamento lui svolgesse i test di ammissione al posto degli studenti, ma Rachel capisce che in realtà è stata la Gibbs a fare pressioni al preside affinché se la prenda con lei. Harvey affronta la Gibbs capendo che è stata lei a far scrivere quell'articolo di giornale, lei lo minaccia pesantemente dicendogli che distruggerà il suo studio finché non troverà una prova contro Mike. Quest'ultimo, all'insaputa di Harvey, chiede aiuto a Scottie, ma lei si arrabbia aspramente con Mike perché non vuole avere niente a che fare con lui. Poi Scottie va da Harvey credendo che fosse stata una sua idea quella di mandare Mike da lei; ciò che fa arrabbiare veramente Scottie è il fatto che Harvey abbia rovinato la loro storia per proteggere il segreto di Mike.
Jack dice a Jessica che gli hanno offerto un buon lavoro in un altro studio, ma lui non vuole perché spera ancora di diventare un socio titolare dello studio, chiedendole se ha una possibilità, questa volta Jessica si dimostra più favorevole all'idea, però Louis le fa capire che nominare Jack socio titolare sarebbe una cattiva idea. Mike non capisce come abbia fatto la Gibbs a sapere che lui faceva i test di ammissione al posto degli studenti, e poi comprende che è stato il suo assistente, dato che Mike fece il test al suo posto, quindi va da lui minacciando di renderlo pubblico rovinando la sua carriera a meno che non gli dia una prova che la Gibbs ha chiesto al preside della Columbia di stare col fiato sul collo a Rachel.
Mike e Harvey vanno dalla Gibbs intimandole di lasciare in pace Rachel altrimenti porteranno alla sbarra il preside della Columbia dove riusciranno a metterlo alle strette, accusando così la procuratrice di persecuzione ai danni di Rachel, ragion per cui la Gibbs si vede costretta a rinunciare su questo fronte. Jessica e Louis decidono di assumere da altre università, ma nemmeno loro sono più interessate al loro studio. Harvey dice a Scottie che la vera ragione per cui le cose tra di loro non hanno funzionato è perché Harvey non era pronto, lui le chiede se un giorno gli darà un'altra possibilità, ma lei gli fa capire che probabilmente non ci sarà nessun futuro per loro. Scottie parla a Rachel dicendole che anche se Mike non finirà in prigione probabilmente lui non eserciterà più legge e che non riuscirà a stare con lei mentre Rachel al contrario potrà realizzare le sue ambizioni.
Louis va da Sheila e le dà un biglietto aereo perché dovrà abbandonare il paese finché il processo di Mike non sarà finito, perché se andrà alla sbarra Harvey metterà in discussione il suo lavoro e la sua professionalità, quindi lei decide di accettare la sua offerta. Donna informa Mike e Harvey che la Gibbs userà Trevor contro di loro.

## Difesa personale
- Titolo originale: Self Defense
- Diretto da: Patrick J. Adams
- Scritto da: Kyle Long

### Trama
Il processo di Mike è alle porte e lui vorrebbe rappresentarsi da solo, ma Harvey insiste per essere lui il suo rappresentante legale, quindi decidono di fare un processo simulato e se sarà Harvey a vincere dovrà rappresentarlo. La Gibbs, dopo aver appreso che Sheila è in Argentina, su richiesta di Louis, decide di incriminarlo per subornazione, ma Jessica lo rassicura dicendogli che la procuratrice non ha prove per supportare l'accusa, tra l'altro Jessica va dalla Gibbs presentando un'ingiunzione per non avvicinarsi più a Louis.
Harold si presenta da Mike e gli dice, nonostante abbia capito che non ha mai frequentato Harvard, che in nome della loro amicizia testimonierà a suo favore, Mike apprezza molto la cosa, ma è ben consapevole che essendo lui debole di carattere non reggerebbe a un interrogatorio della Gibbs, pertanto Mike chiede a Jimmy di testimoniare di averlo visto studiare a Harvard come pendolare, non frequentando le lezioni, ma prendendo parte agli esami, ciò giustificherebbe la ragione per cui il suo domicilio risultava a New York quando era uno studente di Harvard; purtroppo però Jimmy gli dice chiaramente che non lo aiuterà.
Nonostante Rachel avesse promesso a Mike di sostenerlo, cambia idea e lo convince che deve essere Harvey a rappresentarlo in tribunale, Mike segue il suo consiglio e durante il processo Trevor testimonia contro Mike affermando che lui non ha frequentato Harvard, ma Harvey fa presente alla giuria che Trevor era invidioso di Mike perché la sua ex, Jenny, lo aveva tradito con lui e che Trevor probabilmente sta dichiarando il falso solo per vendicarsi, tra l'altro Harvey fa notare alla giuria che per Trevor non è un problema mentire dato che per anni aveva mentito a Jenny sul suo lavoro di spacciatore, così facendo Harvey invalida la sua confessione. Poi, contro ogni pronostico, Jimmy va a deporre alla sbarra e afferma davanti a tutti di aver conosciuto Mike quando frequentavano insieme Harvard.
Mike sente di avere la vittoria in pugno, ma Harvey gli dice che la testimonianza di Jimmy non è abbastanza per assicurarsi la vittoria, quindi devono cambiare tattica, ragion per cui ora Mike dovrà rappresentarsi da solo. Violando l'ingiunzione la Gibbs si presenta a casa di Louis e gli dice di aver scoperto il suo segreto: lui non era a conoscenza del fatto che Mike era un truffatore quando lo avevano assunto, ma lo ha scoperto in un secondo momento, dopo che Jessica lo aveva licenziato costringendola a riassumerlo e dandogli la nomina a socio titolare. La procuratrice gli dà il suo numero di telefono consigliandogli di testimoniare contro Mike e Harvey.

## Tic Toc
- Titolo originale: Tick Tock
- Diretto da: Roger Kumble
- Scritto da: Daniel Arkin

### Trama
Mike, che ora si rappresenta da solo, chiama a deporre Gloria Danner, la madre di Clifford, il ragazzo che Harvey e il procuratore Cameron Dannis aveva fatto ingiustamente condannare in prigione, ma che Mike ha fatto rilasciare; purtroppo però Clifford è stato ucciso da dei delinquenti che volevano rapinare il diner in cui lavorava. Gloria afferma che Mike è un vero avvocato, poi il ragazzo fa un discorso commovente nella sua arringa finale dove afferma che ha tradito i suoi principi diventando un avvocato che rappresenta solo le persone ricche, affermando che da adesso in poi lui aiuterà solo coloro che ne hanno bisogno.
Rachel è dell'opinione che il suo fidanzato abbia la vittoria in pugno, ma Mike è vittima della paranoia e crede che lo condanneranno. I giurati si ritirano per deliberare, Mike decide di rimanere in tribunale e incontra un uomo accusato di aver rubato dei televisori da un camion. Il suo difensore d'ufficio non si è presentato e quindi il procuratore decide di patteggiare con lui dandogli qualche anno di prigione, ma Mike si offre di aiutarlo, e lui accetta. Harvey e Jessica capiscono che la Gibbs non ha l'autorità per riaprire il caso qualora venisse annullato, quindi Harvey decide di arrivare ai giurati tramite l'assistente della Gibbs, minacciando di rivelare al suo capo che è stato Mike a fare i test di esame al suo posto, ma lui non si lascia intimidire.
La Gibbs interviene nel caso a cui sta lavorando Mike informando il giudice che Mike è un truffatore, ma quest'ultimo fa tenere presente che finché la giuria non emetterà un verdetto lui è ancora formalmente iscritto all'albo, quindi il giudice prende le difese di Mike dato che questo caso non è di competenza della Gibbs. Louis va dalla procuratrice e decide di confessare la verità, ma la donna non sa cosa farsene delle sue dichiarazione, infatti a lei servono delle prove concrete che Louis ammette di non avere. Mike offre alla procuratrice un compromesso: lui si dichiarerà colpevole e non eserciterà più legge, e lei non perseguiterà lo studio legale.
Louis si mette a litigare in maniera aspra con Harvey chiedendogli di costituirsi per evitare che la Gibbs faccia arrestare tutti, dato che effettivamente è stata colpa sua dato che ha assunto un truffatore, ma Harvey gli dà dell'ipocrita perché Louis avrebbe dovuto denunciare Mike quando venne a sapere del suo segreto, invece lo ha usato per ottenere una promozione. La Gibbs va da Mike a casa sua e gli dice che il solo fatto che Mike non eserciti più legge non è sufficiente, lei gli offre due anni di prigione e non perseguiterà Harvey e lo studio, a meno che lui non faccia ricadere la colpa su Harvey. Rachel ascolta la conversazione e ammette che in fondo vorrebbe che Mike desse la colpa a Harvey, ma gli dice pure di non patteggiare e di avere fiducia in se stesso in quanto crede che possa ancora vincere la causa.
Louis chiede a Jessica di aiutarlo a convincere Harvey a costituirsi o a dare alle Gibbs le prove per incastrarlo per evitare che finiscano in prigione, ma lei gli dice che se lo facessero non sarebbero migliori di Daniel Hardman. Mike continua a occuparsi del caso dell'uomo accusato di furto, ma il procuratore gli offre un accordo per cui verrà prosciolto da ogni accusa a patto che fornisca delle prove per inchiodare i suoi complici. Lui accetta anche se Mike non è d'accordo perché a suo dire la procura non ha prove contro di lui e quindi non è necessario vendere i suoi complici, ma il suo cliente afferma che i suoi complici finirebbero ugualmente dietro le sbarre anche se lui non testimoniasse contro di loro. Sentendo queste parole Mike decide di andare dalla Gibbs per patteggiare. Intanto la giuria ha deciso di emettere il suo verdetto, Harvey nota che Mike non si è ancora presentato e quindi capisce che è andato dalla procuratrice per patteggiare.

## La venticinquesima ora
- Titolo originale: 25th Hour
- Diretto da: Anton Cropper
- Scritto da: Aaron Korsh

### Trama
Mike accetta l'accordo offertogli da Anita Gibbs. Mike accetta due anni di reclusione presso un penitenziario federale, purché non venga coinvolto il suo studio. Harvey cerca di impedire la firma dell'accordo, ma fallisce, emotivamente provato dalla decisione di Mike chiede a Donna di procurargli il nome di uno dei giurati, per scoprire quale sarebbe stato il verdetto finale e per non infierire su Mike nasconde il vero esito del verdetto, dicendogli che la giuria lo avrebbe condannato. Rachel è distrutta poiché aveva implorato Mike affinché non accettasse nessun patteggiamento e di aspettare con fiducia il verdetto della giuria; nonostante tutto dopo varie discussioni decidono di sposarsi nei 3 giorni che restano a Mike di libertà. Intanto Robert Zane padre di Rachel minaccia Jessica e lo studio tramite Katrina Bennet convocando Louis.
Harvey non si arrende e vuole trovare un cavillo per annullare il processo, ma, resosi conto dell'impossibilità della cosa, vuole raggiungere un accordo con la Gibbs, consegnandogli degli assassini in cambio della libertà di Mike, la Gibbs rifiuta. Jack Soloff si dimette passando allo studio di Zane, Louis e Jessica decidono circa le sorti dello studio e dei possibili ulteriori attacchi di Zane. Jessica si reca da Zane per scusarsi di non aver rivelato con tempestività il caso Mike e lo convince ad andare al matrimonio della figlia. Mike chiede a Harvey di fargli da testimone il quale gli rivela il vero esito del verdetto della giuria: segue una scazzottata tra i due.
Mentre Rachel prova il suo abito da sposa, Mike le parla dall'altra parte della porta dicendole quale sarebbe stato il verdetto (non colpevole) dicendole che aveva ragione lei, e che doveva avere fiducia in sé stesso e non patteggiare. Il matrimonio tra Mike e Rachel che non si celebrerà poiché Mike si rende conto che i genitori di Rachel sono lì perché devono e non perché lo vogliono; rivelato il vero esito di quello che sarebbe stato il verdetto a Rachel le dice che se vorrà si sposeranno dopo che lei sarà diventata un avvocato. Mike si reca in prigione accompagnato da Harvey, dicendogli che nonostante tutto rifarebbe tutto da capo. Jessica e Louis tornano nello studio ormai deserto, abbandonato da tutti gli associati.